# Planičić
Planičić je nenaseljeni otočić u hrvatskom dijelu Jadranskog mora.
Njegova površina iznosi 0,08 km². Dužina obalne crte iznosi 1,48 km.